# Coq d'or du meilleur film
Le Coq d'or du meilleur film est une des récompenses cinématographiques les plus prestigieuses de Chine continentale, attribuée par l'Association du cinéma chinois (zh) depuis 1981.  
Depuis 2005, les Coqs d'or ne sont plus décernés que les années impaires ; la remise de prix cinématographiques étant alternée avec les Prix des Cent Fleurs, attribués les années paires.

## Palmarès

### Années 1980
- 1981 : Nuit pluvieuse à Bashan de Wu Yonggang et Wu Yigong
  - La Légende des monts Tianyun de Xie Jin
- 1982 : Les Voisins de Xu Guming et Zheng Dongtian (zh)
- 1983 : Le Pousse-pousse (zh) de Ling Zifeng (zh)
  - Arrivé à l’âge mûr (zh) de Wang Qimin (zh)
- 1984 : Xiang yin (zh) de Hu Bingdang
- 1985 : La Fille en rouge (zh) de Lu Xiaoya (zh)
- 1986 : Dans les montagnes sauvages (zh) de Yan Xueshu (zh)
- 1987 : Dr. Sun Yat-sen (zh) de Ding Yinnan
  - La Ville des hibiscus de Xie Jin
- 1988 : Le Sorgho rouge de Zhang Yimou
  - Le Vieux Puits de Wu Tianming
- 1989 : Non décerné

### Années 1990
- 1990 : Kaigio dadian (zh) de Li Qiankuan (zh) et Xiao Guiyun
- 1991 : Jiao Yulu (zh) de Wang Jixing (zh)
- 1992 : Da juezhan zhi Liao Shen zhanyì (zh) de Li Jun, Yang Guangyuan, Wei Lian, Cai Jiwei, Zhao Jilie, Zhai Junjie et Jing Mukui
- 1993 : Qiu Ju, une femme chinoise de Zhang Yimou
- 1994 : Feng huang qin (zh) de He Qun (zh)
- 1995 : Oncle Shangang accusé (zh) de Fan Yuan
- 1996 : Les Cerises rouges (zh) de Ye Daying (zh)
- 1997 : La Guerre de l'opium de Xie Jin
- 1998 : An ju (zh) de Hu Bingliu (zh)
- 1999 : Postmen in the Mountains de Huo Jianqi

### Années 2000
- 2000 : The Road Home de Zhang Yimou
  - Sheng si jue ze (zh) de Yu Benzheng (zh)
  - Heng kong chu shi (zh) de Chen Guoxing (zh)
- 2001 : Mao Zedong zai 1925 (zh) de Zhang Jinbiao
- 2002 : Meili de dajiao (zh) de Yang Yazhou (zh)
  - Chongchu yamaxun (zh) de Song Yeming (zh)
- 2003 : Nuan (zh) de Huo Jianqi
- 2004 : Shanghai Story de Peng Xiaolian
- 2005 : Kekexili, la patrouille sauvage de Lu Chuan
  - Tai Hang shan shang (zh) de Chen Jian, Shen Dong (zh) et Wei Lian (zh)
- 2007 : Yun shui yao de Yin Li
- 2009 : Héros de guerre de Feng Xiaogang
  - Mei Lanfang de Chen Kaige

### Années 2010
- 2011 : Fei tian (en) de Shen Dong (zh) et Wang Jia (en)
- 2013 : Zhong Guo he huo ren (zh) de Peter Chan
  - Zhou Enlai de si ge zhou ye (zh) de Chen Li (zh)
- 2015 : Le Dernier Loup de Jean-Jacques Annaud
- 2017 : Operation Mekong de Dante Lam
- 2019 : The Wandering Earth de Frant Gwo

### Années 2020
- 2020 : Duo guan (zh) de Peter Chan
- 2021 : Shou dao ren (zh) de Chen Li (zh)
- 2022 : La Bataille du lac Changjin de Chen Kaige, Tsui Hark et Dante Lam
- 2023 : Creation of the Gods I: Kingdom of Storms de Wu Ershan
- 2024 : Di er shi tiao (zh) de Zhang Yimou